# Barton-upon-Humber
Barton-upon-Humber is een civil parish in het bestuurlijke gebied North Lincolnshire, in het Engelse graafschap Lincolnshire. De plaats telt 11.066 inwoners.

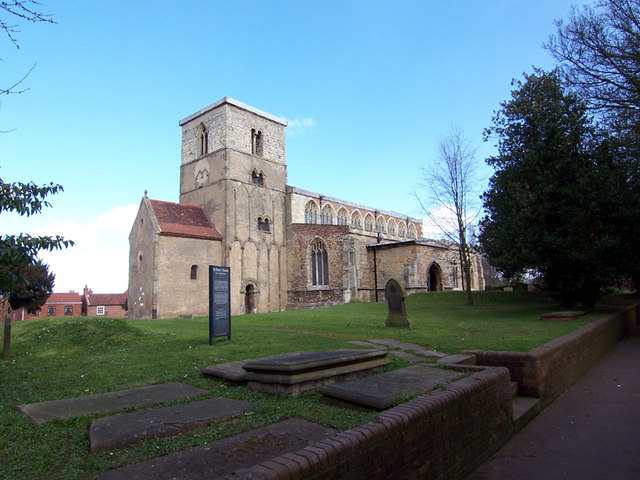
Kerk van St. Petrus
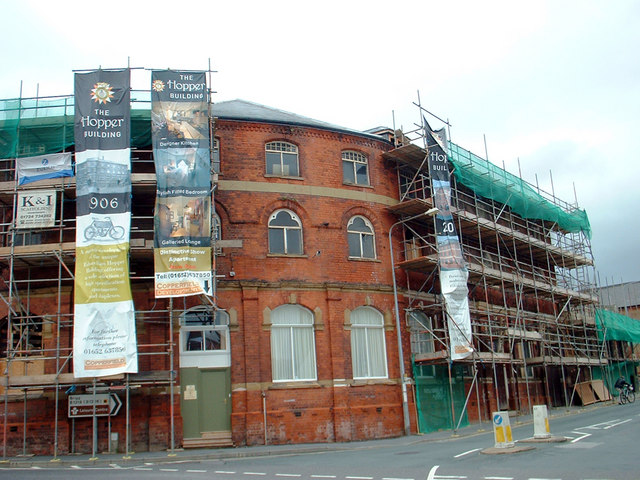
The Hopper Building